# Сюй Юнь
Сюй Юнь (кит. трад. 虛雲, упр. 虚云, пиньинь Xūyún; при рождении Сяо Гуянь кит. трад. 萧古巖, упр. 萧古岩, пиньинь Xiāo Gǔyán; 26 августа 1840 (по некоторым данным ±1871) — 13 октября 1959  — известный чань-буддийский учитель и один из самых влиятельных буддийских учителей XIX и XX веков. Согласно некоторым источникам, Сюй дожил до возраста 119 лет.

## Ранние годы
Сяо Гуянь родился в провинции Фуцзянь, во времена империи Цин. Его мать умерла при родах. На тридцатом году правления «Даогуан» (1850 год), когда Сяо Гуяню было одиннадцать лет, его отец вернулся в Цюаньчжоу.
Первое знакомство Сяо Гуяня с буддизмом произошло на похоронах бабушки. Вскоре он начал читать сутры, а затем совершил паломничество на гору Хэншань, ту из «Пяти великих гор» Китая, что находится на юге. В четырнадцать лет он объявил, что хочет отказаться от материального мира в пользу монашеской жизни. Его отец не одобрял буддизм, он постарался обратить внимание сына на даосизм и пригласил даосского учителя. У Сяо Гуяня был доступ к старинным манускриптам из собрания его отца. Изучив многие из них, он обнаружил манускрипт «История горы благовоний», где описывалась жизнь Авалокитешвары. Так монашеский путь произвёл на Сяо Гуаня глубокое впечатление, и в будущем это подтолкнуло его присоединиться к сангхе. Он решил, что жизнь должна воплощать сердечное единство человека и природы, благодаря чистой практике и вере в высокие идеалы.
Когда Сяо Гуяню было семнадцать, он уже практиковал даосизм в течение трёх лет: дыхательные упражнения, «внутреннюю алхимию», аскетический образ жизни. И всё же он чувствовал, что чего-то не хватает: «Будто пытаешься почесать ногу сквозь ботинок». Часто он думал «покинуть дом» — стать буддийским монахом. Однажды, когда его дяди не было дома, Сяо Гуянь отправился в побег на Южную гору. Там, во древнем храме, он собирался обрить голову, а затем принять монашеское обучение. Но посланники его дяди перехватили его на извилистой горной тропе и сопроводили обратно. Вернув Сяо Гуяня домой, родственники опасались нового побега, поэтому его отправили с двоюродным братом, Фу Ко, в Цюаньчжоу. Под давлением отца Сяо Гуянь женился на двух женщинах из семей Тянь и Тань, однако их семейная жизнь была свободна от страсти. Он подробно разъяснял обеим женщинам Буддадхарму, и они охотно её изучали.
Сяо Гуянь и его кузен Фу Ко дружили и уважали друг друга. К тому времени, Фу Ко уже изучал Буддадхарму — и разделял стремления Сяо Гуяня. На девятнадцатом году жизни Сяо Гуань, вместе с Фу Ко, отправился в путешествие на гору Барабан (Гу Шань), что в Фучжоу. Прежде, чем уйти, он написал «Хвалебную песнь кожаной сумке», которую посвятил своим жёнам (впоследствии сёстрам-монахиням). В монастыре Гу Шань он принял постриг. Когда его отец послал агентов, чтобы найти его, Сюй Юнь спрятался в гроте за монастырем, где жил в отшельничестве на протяжении трёх лет. В возрасте двадцати пяти лет Сюй Юнь узнал, что отец умер, а мачеха и две жены начали монашескую жизнь.
Во время обучения, будучи отшельником, Сюй Юнь сделал некоторые из своих самых глубоких открытий. Он посетил старого мастера Юн Чина, который призвал его отказаться от крайнего аскетизма в пользу умеренности. Он поручил молодому монаху сутры и велел заниматься практикой памятования хуатоу. В свой тридцать шестой год Сюй Юнь отправился в семилетнее паломничество на остров Путошань у города Нинбо. Это место почитается буддистами Бодхимандалой, то есть, центром пребывания, Бодхисатвы Авалокитешвары. Он продолжал посещать монастырь императора Ашоки и другие святые места чань-буддизма.

## Зрелые годы

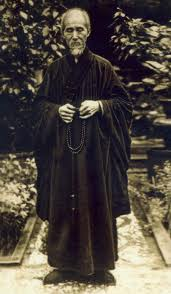

В возрасте сорока трёх лет Сюй Юнь, покинувший мирскую жизнь более двадцати лет назад, всё еще активно практикует. Он пообещал снова совершить паломничество в Нань Хай. По пути Сюй Юнь, как говорят, встретил нищего Вэнь Чи, который дважды спас ему жизнь. После разговора с монахами Сюй Юнь пришёл к убеждению, что нищий был воплощением Бодхисатвы Манджушри.
Сюй Юнь путешествовал на запад и юг, пробираясь через Тибет. Он посетил многие монастыри и святые места, в том числе Поталу, резиденцию Далай-ламы, и монастырь Ташилунпо, резиденцию Панчен-ламы. Он путешествовал по Индии и Цейлону, а затем, переплыв море, по Бирме. За время странствий, Сюй Юнь почувствовал, как его ум очищается, а здоровье крепнет.
В этот период Сюй Юнь написал много стихов.
На пятьдесят третьем году, вернувшись в Китай, Сюй Юнь работал вместе с другими монахами. Когда ему было пятьдесят шесть лет, с группой монахов он решил участвовать в двенадцатинедельной медитации в монастыре Гаоминь в Янчжоу. Готовясь к началу, группа попросила Сюй Юня отправиться вперёд. На переправе ему нечем было заплатить, и паром отправился без него. Идя вдоль берега, он вдруг поскользнулся, упал в воду и качался на волнах день и ночь. Рыбаки вытащили его сетью, но он был так поглощён медитацией, что не реагировал, хотя из разных отверстий тела сочилась кровь. Его отнесли в соседний храм, где он проснулся от звука колокольчика для медитации. Через некоторое время он продолжил путь и добрался в Янчжоу. Настоятель Юэ Лан попросил его принять обязанности помощника на предстоящих неделях медитации. Сюй Юнь вежливо отказался, но не упомянул о падении в реку и нездоровье. По строгим правилам Гаоминя, отказ от принятия обязанности считался оскорблением, поэтому Сюй Юня побили «палочкой благовоний» (англ. Keisaku; кит. сянбань, яп. кейсак) — плоским жезлом, которым подают сигналы и хлопают по усталым мышцам для освежения. Сюй Юнь молча принял побои, но его состояние от этого ухудшилось, и он ждал смерти.
Но, медитируя без отвлечений, отбрасывая привязанности тела и ума, через три недели Сюй Юнь полностью выздоровел. Во следующие дни, оставаясь во глубоком самадхи, он пережил различные чудесные явления, но осознавал, что это всего лишь преходящие состояния. Не цепляясь за достижения, он продолжал настойчивую практику.
Во двенадцатый лунный месяц, третьим вечером восьмой недели затворения, после шести часов сидения дежурный обходил зал, наполняя чашки чаем. Он случайно пролил горячий чай на руки Сюй Юня, и чашка выпала из рук. Со звуком упавшей чашки открылась реальность. Все сомнения отсекло. Будто дремал и вдруг проснулся. Он так описал это:

## Фильмы о Сюй Юне
- 100 лет чань-буддийского Мастера Сюй Юня (20-серийный художественный фильм, 2007)